# Gare de la Maison-Blanche
La gare de la Maison-Blanche est une gare ferroviaire française aujourd'hui détruite de la ligne de Petite Ceinture. Elle se situait dans le 13e arrondissement de Paris, près de la station de métro Maison Blanche, en région Île-de-France.

## Situation ferroviaire
La gare de la Maison-Blanche est située sur la ligne de Petite Ceinture, désaffectée, entre les gares du parc de Montsouris et d'Orléans-Ceinture.

## Histoire

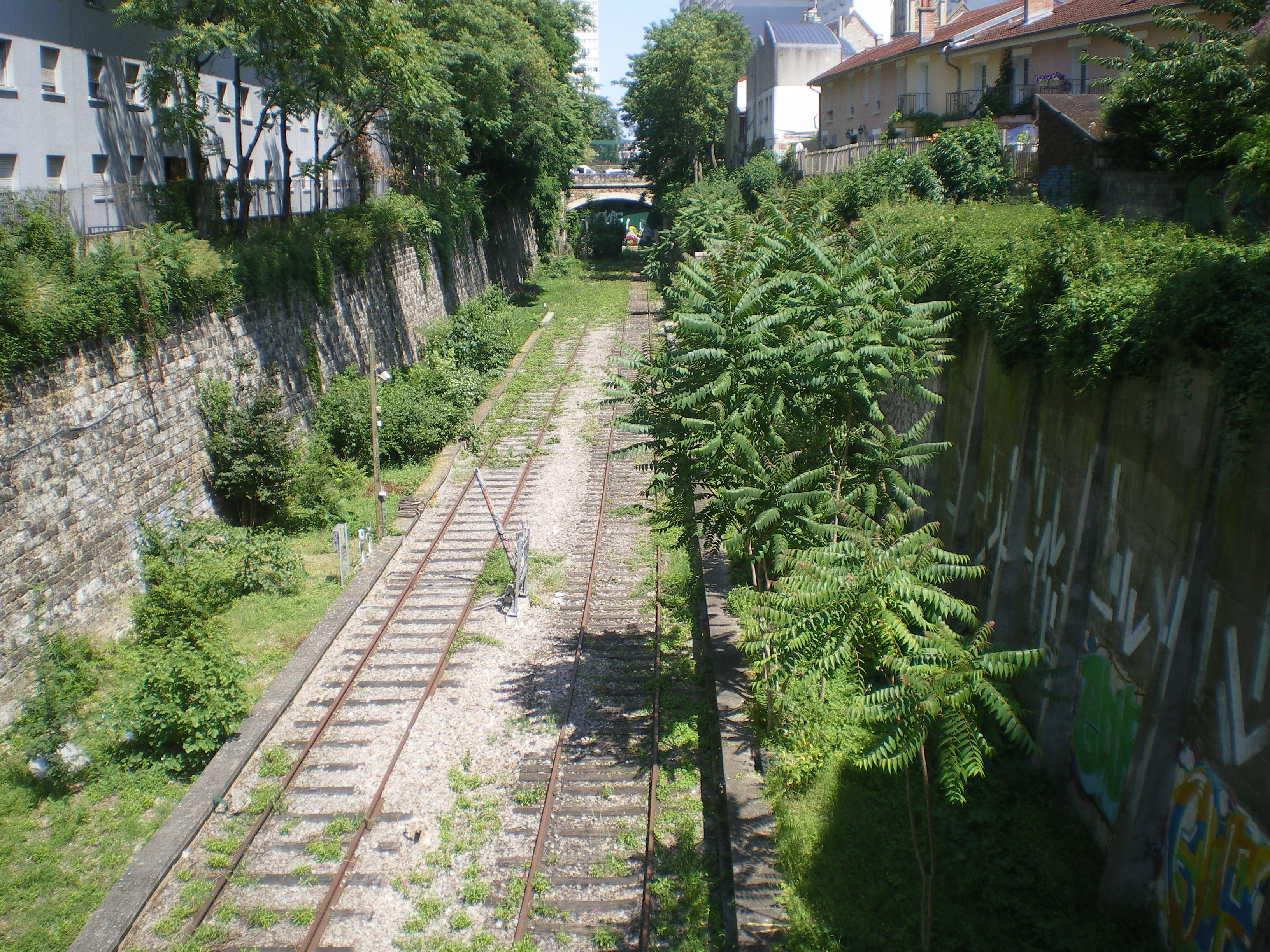
Les quais en juillet 2013.

La gare ouvre le 25 février 1867. Comme le reste de la Petite Ceinture, elle ferme au trafic voyageurs le 23 juillet 1934. Le bâtiment voyageurs est détruit vers 1966. Il n'en reste aujourd'hui que l'emplacement des quais, visible depuis le pont de la rue Gandon.
De 2018 à 2024, la RATP utilise une section d'un kilomètre de la ligne de Petite Ceinture, au niveau de l'ancienne gare de la Maison-Blanche, pour loger les infrastructures du prolongement au sud de la ligne 14 du métro.